# Touët-de-l'Escarène
Touët-de-l'Escarène är en kommun i departementet Alpes-Maritimes i regionen Provence-Alpes-Côte d'Azur i sydöstra Frankrike. Kommunen ligger  i kantonen L'Escarène som ligger i arrondissementet Nice. År 2022 hade Touët-de-l'Escarène 303 invånare.

## Befolkningsutveckling
Antalet invånare i kommunen Touët-de-l'Escarène
Referens: INSEE